# Index Fungorum
Index Fungorum – międzynarodowy projekt prowadzony przez Centre for Agriculture and Bioscience International (CABI), mający na celu zindeksowanie wszystkich nazw systematycznych w obrębie królestwa grzybów (Fungi). Anglojęzyczny serwis internetowy projektu zapewnia dostęp do zarządzanej przez Jerry'ego Coopera i Paula Kirka, niewymagającej logowania hierarchicznej klasyfikacji (CABI databases) zawierającej nazwy systematyczne wraz z ich statusem i zaszeregowaniem taksonomicznym. Projekt ten jest (w pewnym sensie) mykologicznym odpowiednikiem International Plant Names Index (IPNI), jednakże swój wkład w niego ma więcej instytucji.
Wyszukiwarka Search Index Fungorum umożliwia wyszukiwanie taksonów według następujących kryteriów:
- Name – gatunek,
- Epithet – część wyrazu, np.  thymi,
- Genus – rodzaj,
- Family – rodzina,
- higher – inne taksony[2].

Prawidłowa nazwa taksonu wyróżniona jest kolorem zielonym. Nazwy wyróżnione kolorem czerwonym to nazwy nieprawidłowe. Index Fungorum zawiera także pełną bazę synonimów dla każdego taksonu. Baza danych została utworzona na podstawie wielu baz danych, m.in. Saccardo's Sylloge Fungorum, Petrak's Lists, Saccardo's Pomissions, Lamb's Index, Zahlbruckner's Catalog of Lichens.
Wyszukiwarka Search Authors of Fungal Names umożliwia wyszukiwanie autorów taksonów według ich skrótu lub pełnego nazwiska (Surname) lub imienia (Forename). Cytowania autorów są zgodne ze standardem Brummitta & Powella. 
Index Fungorum  jest rozwijany w ścisłej współpracy z drugą internetową bazą danych o grzybach – Mycobankiem. Dzięki temu brak sprzeczności między tymi bazami danych. Nazewnictwo i systematyka Index Fungorum są zgodne z publikacją Dictionary of the Fungi. Na Index Fungorum opiera się naukowe nazewnictwo grzybów w polskiej wikipedii. 
Wyszukiwarka Index Fungorum działa najlepiej przy włączonej obsłudze cookie. Bez tego niemożliwa jest nawigacja między taksonami i przechodzenie przez hierarchię taksonomiczną.